# Britanos

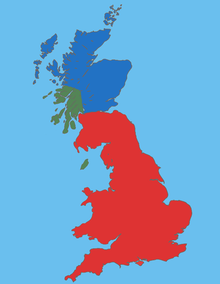
A Grã-Bretanha na primeira metade do primeiro milênio, antes da fundação dos reinos anglo-saxões
Regiões predominantemente britônicas
Regiões predominantemente pictas
Regiões predominantemente gaélicas

Britanos, britões, ou ainda bretões, eram o povo que habitava a Grã-Bretanha durante a Idade do Ferro, a era romana e o período pós-romano. Falavam a língua celta insular conhecida como britônico comum. Após a chegada dos anglo-saxões, sua população dividiu-se; enquanto alguns foram absorvidos pela cultura anglo-saxã, tornando-se "ingleses", outros recuaram, outros permaneceram nas regiões da chamada fronteira celta (Gales, Cornualha e o sul da Escócia), enquanto alguns emigraram para a Bretanha, na atual França. A relação dos britanos com os pictos que habitavam a norte do rio Forth tem sido muito debatida pelos estudiosos, e a maior parte dos acadêmicos aceita atualmente que o idioma picto tenha algum tipo de relação com o britônico comum.
A população romano-britânica aparentemente continuou, em sua maior parte, a falar as línguas britônicas ao longo da ocupação anglo-saxã, embora agrande maioria das inscrições que sobreviveram até os dias de hoje estejam em latim, e temos poucas evidências a respeito de como as línguas locais e estrangeiras coexistiram na sociedade romano-britânica. No fim do período romano, os britanos viviam por toda a Britânia ao sul do estuário do Forth. Após o século V, sob pressão da colonização anglo-saxã da Britânia, muitos britanos migraram para a Europa continental e estabeleceram-se definitivamente na Bretanha, enquanto uma parcela menor deslocou-se para a região da Britônia, na atual Galiza, Espanha.
As primeiras evidências dos britanos e de seu idioma nas fontes históricas datam da Idade do Ferro; no entanto, cada vez mais parece provável que a maior parte da população representava uma forma de continuidade com os habitantes da ilha na Idade do Bronze britânica (o termo também é utilizado para descrever estes). Após a conquista romana da Britânia, no século I, uma cultura romano-britânica começou a surgir. Com o início da colonização anglo-saxã, no século V, no entanto, a cultura e o idioma dos britanos começou a se fragmentar e boa parte de seu território foi tomada pelos anglo-saxões. Até que ponto esta mudança cultural e linguística foi acompanhada por mudanças populacionais ainda é um assunto que vem sendo debatido. Por volta do século XI, as populações celtófonas remanescentes haviam se dividido em grupos distintos: os galeses, os córnicos, os bretões e os habitantes da região conhecida como Hen Ogledd ("Antigo Norte"). O britônico se desenvolveu em dois grupos principais: o das línguas britônicas ocidentais, entre elas o galês e o cúmbrico, e o das línguas britônicas do sudoeste, que englobava o córnico e o bretão.